# Зоолошки врт Пионирска долина
Зоолошки врт „Пионирска долина“ је зоолошки врт у сарајевском насељу Кошево.

## Историја
Са радом је почео седамдесетих година двадесетог вијека у СФР Југославији. Имао је бројне животињске врсте, али је током Рата у БиХ уништен велики дио врта.

## Садашњост
Зоолошки врт се данас све више обнавља и тренутно посједује 59 животињских врста међу којима су велики број домаћих врста попут мрког мевједа, срна, босанског брдског коња као и мајмунарник, питона, антилопе, зебре, разне врсте птица попут нојева, пауна, папагаја. Пионирска долина посједује и дјечје игралиште, а кроз зоолошки врт протиче и ријечица. 
Успостављена је сарадња са београдским и бањалучким зоолошким вртовима. Директор је Есад Тајић.